# Великий Ізюм
Великий Ізю́м (каз. Большой Изюм) — село у складі Тайиншинського району Північноказахстанської області Казахстану. Адміністративний центр Великоізюмівського сільського округу.

## Населення
Населення — 1191 особа (2021; 1347 у 2009, 1533 у 1999, 1690 у 1989).
Національний склад станом на 1989 рік:
- українці — 39 %
- росіяни — 29 %.

## Історія
Засноване у 1909 році українцями, переселенцями з Харківської, Херсонської та Катеринославської губерній. Серед переселенців було 58 сімей із містечка Ізюм, на честь якого село і отримало назву.
До складу села було включено ліквідоване село Октябрська РТС (Прирічне).